# Aglaophenia mercatoris
Aglaophenia mercatoris är en nässeldjursart som beskrevs av Eugène Leloup 1937. Aglaophenia mercatoris ingår i släktet Aglaophenia och familjen Aglaopheniidae. Inga underarter finns listade i Catalogue of Life.